# سیلوستر استالونه
سیلوستر استالونه(انگلیسی: Sylvester Gardenzio Stallone، تلفظ: ‎/stəˈloʊn/‎؛ زادهٔ ۶ ژوئیهٔ ۱۹۴۶) بازیگر و فیلم‌ساز آمریکایی است. او جوایز متعددی از جمله یک جایزهٔ گلدن گلوب و یک جایزهٔ منتخب منتقدان را دریافت کرده و سه نامزدی جایزهٔ اسکار و دو نامزدی جایزهٔ بفتا را در کارنامهٔ هنری‌اش دارد. استالونه یکی از دو بازیگر تاریخ سینما (در کنار هریسون فورد) است که در شش دههٔ متوالی در یک فیلم شماره یک باکس آفیس بازی کرده است.
استالونه پس از نقل مکان به نیویورک در سال ۱۹۶۹، چندین سال به‌عنوان بازیگر تلاش کرد و به تدریج در فیلم‌هایی مانند ارباب فلتبوش (۱۹۷۴) بازی کرد. او از سال ۱۹۷۶ با بازی نمادین خود در نقش راکی بالبوآ در نخستین فیلم از فرنچایز موفقِ راکی که نویسندگی آن را نیز بر عهده داشته است، به بزرگ‌ترین موفقیت انتقادی و تجاری خود دست یافت. در سال ۱۹۷۷، او سومین بازیگر تاریخ شد که برای یک فیلم، نامزد دو جایزهٔ اسکار بهترین فیلم‌نامهٔ غیر اقتباسی و بهترین بازیگر مرد شده است. او نقش سربازی به نام جان رمبو را در فیلم نخستین خون (۱۹۸۲) به تصویر کشید، نقشی که در چهار فیلم بعدی در مجموعهٔ رمبو (۲۰۱۹–۱۹۸۲) تکرار کرد. استالونه از اواسط دهه ۱۹۸۰ تا اواخر دهه ۱۹۹۰ با بازی در فیلم‌های اکشن ازجمله کبرا (۱۹۸۶)، تانگو و کش (۱۹۸۹)، صخره‌نورد (۱۹۹۳)، مرد خرابکار (۱۹۹۳) و متخصص (۱۹۹۴) به یکی از پردرآمدترین بازیگران هالیوود تبدیل شد.
استالونه به بازی در نقش‌های شناخته‌شده‌اش در راکی بالبوآ (۲۰۰۶) و رمبو (۲۰۰۸) ادامه داد تا اینکه با راه‌اندازی فرنچایز بی‌مصرف‌ها (۲۰۱۰–اکنون) در نقش مزدوری با نام بارنی راس ظاهر شد. در سال ۲۰۱۳، او در فیلم نقشهٔ فرار و متعاقباً در دنباله‌های آن بازی کرد. در سال ۲۰۱۵، او با فیلم کرید به مجموعهٔ راکی ادامه داد که در آن راکی بازنشسته، آدونیس کرید، پسر رقیب سابقش آپولو کرید را راهنمایی می‌کند. این فیلم تحسین گسترده‌ای را برای استالونه به همراه داشت و نخستین جایزهٔ گلدن گلوب و سومین نامزدی جایزهٔ اسکار پس از ۴۰ سال و برای همان نقش را برای او به ارمغان آورد. بازی در مجموعهٔ تلویزیونی پادشاه تالسا (۲۰۲۲) از آخرین نقش‌آفرینی‌های او محسوب می‌شود.

## اوایل زندگی

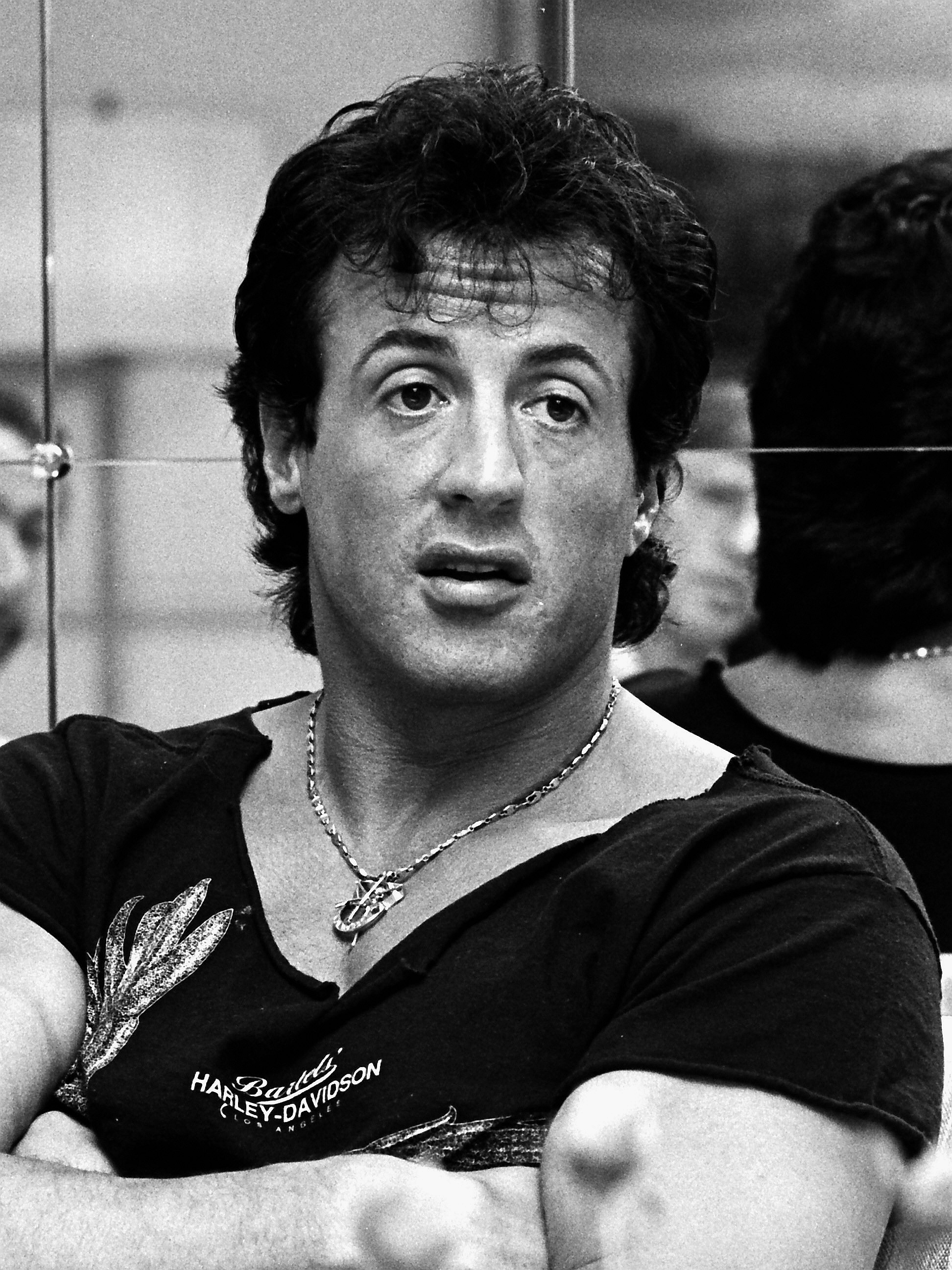
سیلوستر استالونه در نمایی از یک فیلم

سیلوستر استالونه در شهر نیویورک به دنیا آمد. وی فرزند ارشد خانواده‌ای است که پدرش «فرانک استالونه سینیور» و مادرش «جکی لابوفیش» بود. پدرش آرایشگر و مادرش رقاص و منجم بود. پدر سیلوستر زاده ایتالیا بود و در دهه ۱۹۳۰ به آمریکا مهاجرت کرد اما مادرش از نسب اوکراینی-فرانسوی است. برادر کوچک سیلوستر، فرانک استالونه، بازیگر و موسیقی‌دان است.
مادرش در زمان حاملگی بر اثر کار زیاد از مشکلات جسمانی رنج می‌برد. در هنگام زایمانش پزشک مجبور به استفاده از فورسپس شد و به دلیل یک اشتباه، سیلوستر دچار مشکل عصبی و نوعی معلولیت در صورتش شد. قسمت پایین سمت چپ صورت، شامل قسمتی از لب، زبان و چانهٔ او فلج است. در اثر این اتفاق بود که صورت سیلوستر حالت غم‌آلود به خود گرفته و نوع حرف زدنش نیز کمی نامفهوم است. مذهب وی مسیحی کاتولیک است.
در اوایل ۱۹۵۰ پدر خانواده تصمیم می‌گیرد برای ادامهٔ زندگی به واشینگتن برود تا در آنجا آرایشگاه و همسرش باشگاه ورزشی تأسیس کند. این زوج زمانی که سیلوستر ۹ ساله بود از هم جدا شدند و سیلوستر در ادامه به همراه پدرش زندگی کرد. سیلوستر سابقهٔ تحصیل در آکادمی نظامی دانشگاه میامی را دارد.

## حرفه
نخستین کار سینمایی او بازی در فیلم «مهمانی در خانهٔ کیتی» بود. سال‌ها بعد، زمانی که استالونه به شهرت رسید، سازندگان این فیلم آن را با نام جدید مرد ایتالیایی، اشاره به نام مستعار کاراکتر راکی بالبوآ در فیلم راکی روانهٔ بازار کردند.
نقش‌های اولیهٔ استالونه بسیار کوتاه و کم‌اهمیت بودند که از آن‌ها می‌توان به فیلم موزها ساختهٔ وودی آلن اشاره کرد و استالونه در یک پلان در نقش یک جیب‌بُر ظاهر شده است.

### راکی
استالونه پس‌از بازی در چند فیلم ضعیف دیگر، شبی با دیدن مسابقهٔ بوکس محمد علی کلی به فکر نوشتن فیلم‌نامهٔ راکی افتاد. او همان شب شروع به نوشتن فیلم‌نامهٔ این فیلم کرد و آن را طی سه روز و نیم یا ۸۲ ساعت به پایان رساند. استالونه تلاش بسیاری کرد تا این فیلم‌نامه را بفروشد، اما برای فروش آن شرط داشت؛ شرط استالونه این بود که خودش نقش اصلی را بازی کند، ولی جان آویلدسون (کارگردان) و تهیه‌کننده مایل بودند برای بازیگر نقش راکی از یک هنرپیشهٔ مطرح استفاده کنند. کاندیدای این نقش برت رینولد و جیمز کان بودند اما استالونه سرانجام موفق شد آن‌ها را متقاعد و خودش نقش راکی بالبوآ را بازی کند.
سرمایهٔ فیلم یک میلیون دلار بود، ولی فروش خیره‌کنندهٔ ۲۱۳ میلیون دلاری آن، استالونه را یک‌شبه به شهرت رساند. راکی نه‌تنها ازلحاظ بازرگانی بلکه ازلحاظ هنری پیروزی بی‌نظیری به دست آورد. این فیلم در سال ۱۹۷۷ جایزهٔ اسکار بهترین فیلم را کسب کرد. صحنه‌ای از مجموعه‌فیلم‌های راکی که او از پله‌های موزهٔ هنر فیلادلفیا بالا می‌رود و نهایتاً با غرور و افتخار در مقابل چشم‌انداز شهر به شادی می‌پردازد، به نمادی فرهنگی تبدیل شده است. همچنین مجسمه‌ای از وی در نقش راکی بالبوآ به مدت بیش از بیست سال در انتهای پلکان این موزه نصب شده بود. فیلم راکی، علاوه بر دیگر پیروزی‌هایش، توانست در فهرست ملی ثبت فیلم و موزهٔ اسمیتسونین نیز به ثبت برسد.

### نامزدی جایزهٔ اسکار

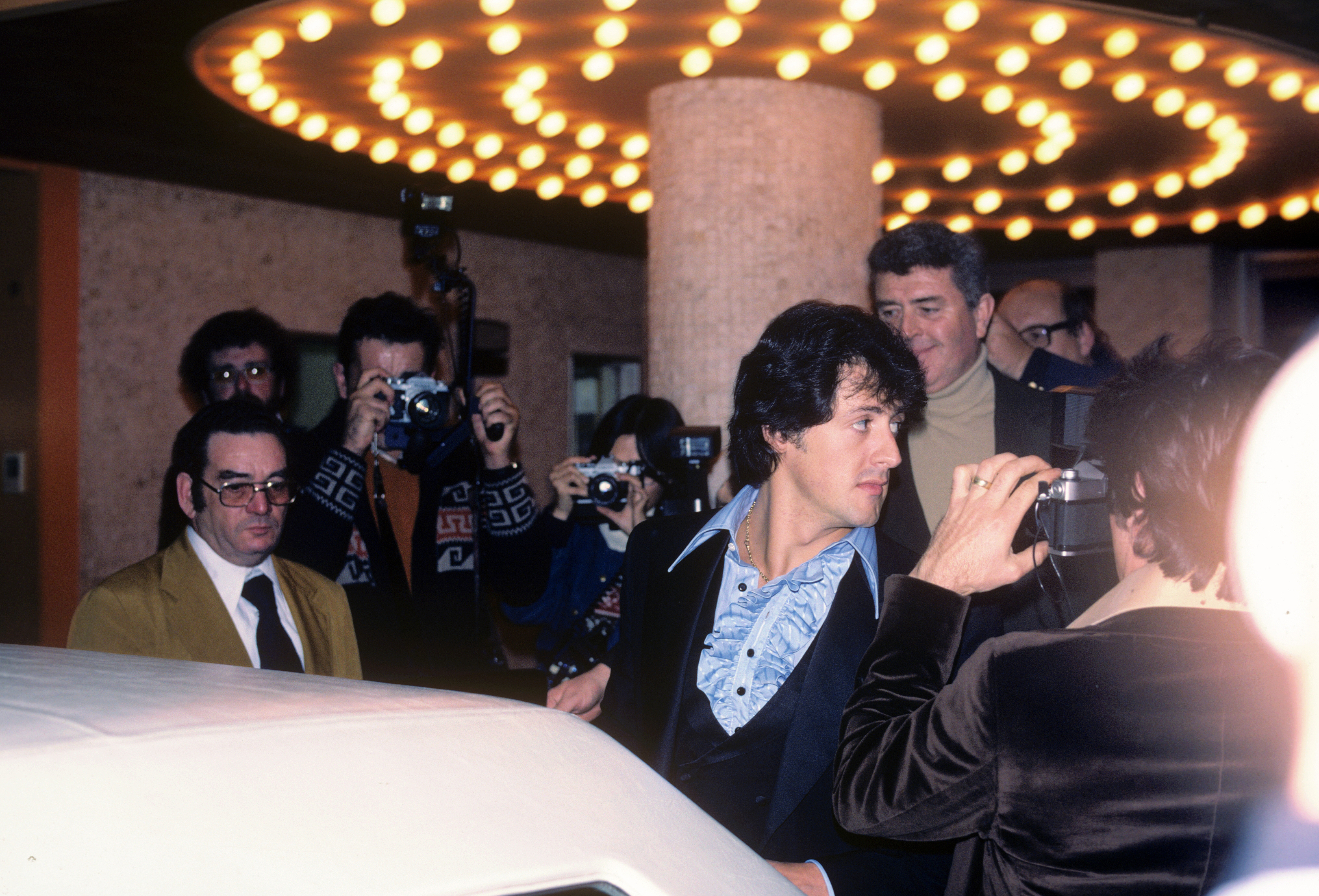
استالونه در جوایز اسکار ۱۹۷۸

بعداز اکران فیلم راکی، راجر ایبرت منتقد سرشناس سینمای جهان، استالونه را مارلون براندوی جدید سینما خواند. استالونه برای این فیلم نامزد جایزهٔ اسکار شد. قسمت‌های دوم، سوم و چهارم و ششم این فیلم را خود استالونه کارگردانی کرد.
موفقیت این سری (ازلحاظ فروش) قسمت چهارم بود که به فروش فوق‌العاده ۳۰۰ میلیون دلار دست یافت. اما قسمت پنجم، که جان آویلدسون (کارگردان قسمت نخست) کارگردانی کرد، در گیشه شکست سختی خورد.
در سال ۲۰۰۶ استالونه قسمت ششم این فیلم را تحت عنوان راکی بالبوآ کارگردانی کرد که مورد توجه منتقدان قرار گرفت.
در میان قهرمانان فیلم‌های هالیوود نام استالونه در نقش راکی بالبوآ پس‌از گریگوری پک در نقش آتیسوس فینچ، هریسون فورد در نقش ایندیانا جونز، شان کانری در نقش جیمز باند، همفری بوگارت در نقش ریک بلین، گری کوپر در نقش ویل کین و جودی فاستر، در نقش کلاریس استارلینگ، در مقام هفتم قرار دارد.

### نامزدی جایزهٔ تمشک طلایی
سیلوستر استالونه تاکنون ۱۴ بار نامزد دریافت جایزهٔ تمشک طلایی شده است و ۴ بار این جایزه به او تعلق گرفته است. او در هر دو زمینهٔ تعداد نامزدی و تعداد دریافت جوایز پیشتاز است. گفتنی است جایزهٔ تمشک طلایی هر سال، درست شب قبل از برگزاری مراسم اسکار، به بدترین‌های سینما تعلق می‌گیرد. این جایزه از تمشکی پلاستیکی بر روی پایه‌ای پلاستیکی تشکیل شده که اسپری طلایی رنگ بر روی آن زده شده است.

### رمبو
او در سال ۱۹۸۰ در فیلم نخستین خون نقش جان رمبو را که یک سرباز جنگ ویتنام بود بازی کرد. نقشی که قرار بود در ابتدا استیو مک‌کوئین آن را بازی کند که با مرگ وی، این نقش به استالونه رسید. این فیلم و دنباله‌هایش (به‌خصوص قسمت دوم) نیز به موفقیت دست یافتند. رمبو: نخستین خون قسمت دوم ۳۰۰ میلیون دلار و رمبو ۳، ۱۹۰ میلیون دلار در جهان به فروش رفتند. استالونه در سال ۲۰۰۸ قسمت چهارم این سری را تحت عنوان جان رمبو کارگردانی کرد. آخرین فیلم از این سری تحت عنوان رمبو: آخرین خون که قسمت پنجم این سری محسوب می‌شود در سال ۲۰۱۹ ساخته شد.

### کارگردانی
استالونه کارگردانی را با فیلم کوچهٔ بهشت محصول سال ۱۹۷۸ میلادی آغاز کرد، درحالی‌که فیلم‌نامه‌نویس و هنرپیشهٔ آن فیلم نیز بود. پس‌از آن فیلم‌های زنده ماندن (دنباله‌ای بر فیلم تب شنبه‌شب)، راکی ۲، راکی ۳، راکی ۴، راکی بالبوآ (راکی ۶)، جان رمبو (رمبو ۴) و بی‌مصرف‌هارا کارگردانی کرد.

### رد پیشنهادها
استالونه پیشنهاد بازی در فیلم جان‌سخت را رد کرده است. همچنین استالونه برای بازی در فیلم نابودگر در نظر گرفته شده بود که این پیشنهاد را رد کرد.

## زندگی شخصی
استالونه سه بار ازدواج کرده است. همسر اولش ساشاچاک (از ۱۹۷۴ تا ۱۹۸۵) عکاس بود و در نگارش فیلم‌نامهٔ راکی، کمک‌های شایانی به استالونه کرد. وی پس‌از قبول شدن در تست بازیگری در نقش اول فیلم play it as it lays با مخالفت استالونه روبه‌رو شد. استالونه به او اجازهٔ خروج از نیویورک را نداد! و بهانه‌اش هم این بود که برای تایپ فیلم‌نامه‌هایش به او نیاز دارد. حاصل این ازدواج، دو فرزند بود به نام‌های سیج و سرجو است که سیج از دنیا رفته است.

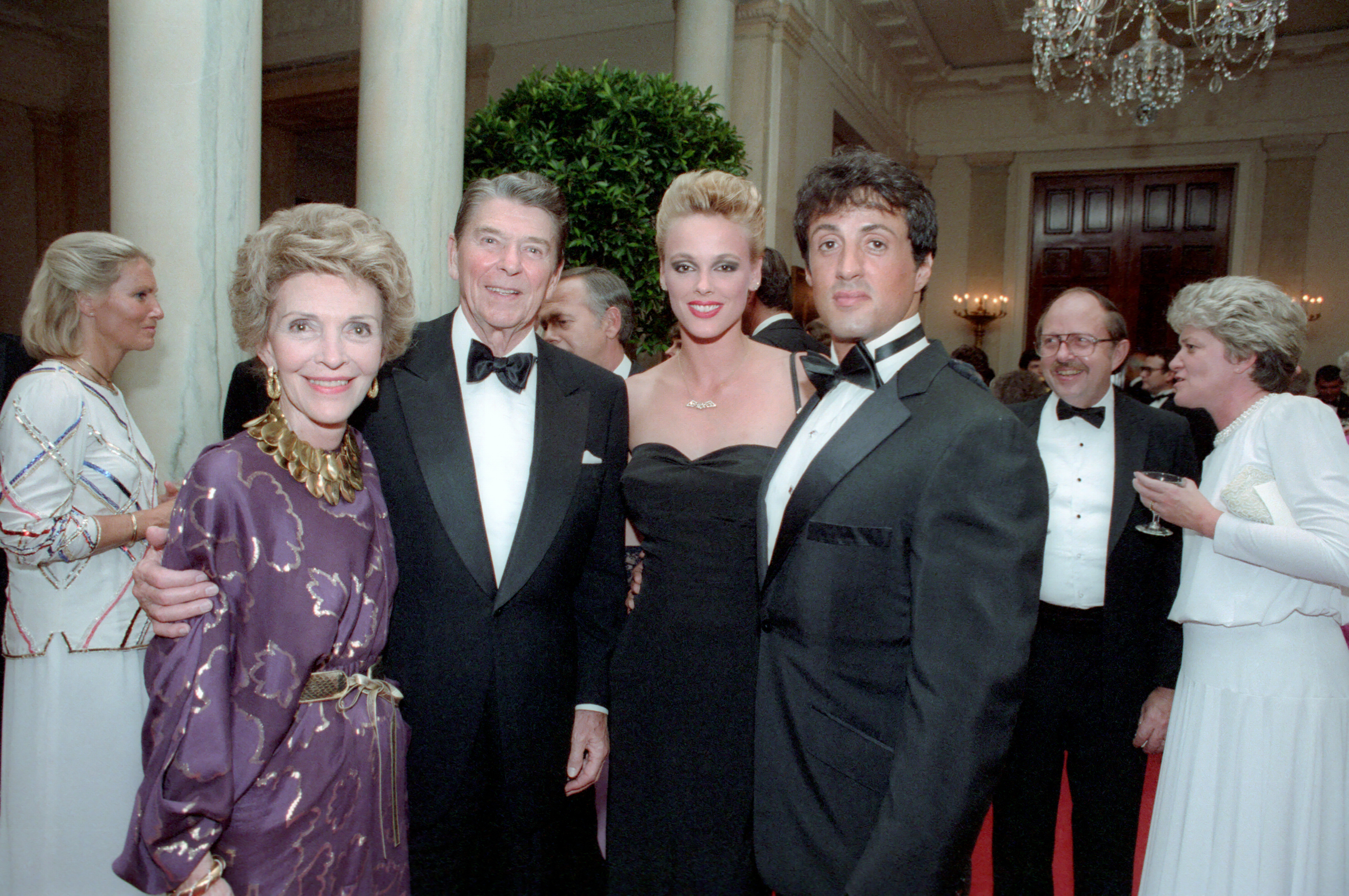
استالونه، بریگیته نیلسن، رونالد ریگان و همسرش در سال ۱۹۸۵

همسر دوم استالونه بریگیته نیلسن (از ۱۹۸۵ تا ۱۹۸۷) نام داشت و او هم بازیگر بود. این ازدواج فقط دو سال به طول انجامید ولی به‌شدت مورد توجه رسانه‌ها قرار گرفت. استالونه با همسر دومش در دو فیلم راکی ۴ و کبریٰ هم‌بازی بودند.
همسر سوم استالونه جنیفر فلاوین (از ۱۹۹۷ تا کنون) نام دارد که یک مدل است. جنیفر فلاوین در چهارده اگوست سال ۱۹۶۸ در شیکاگو به دنیا آمده و مدرک دانشگاهی خود را در رشتهٔ اقیانوس‌شناسی گرفته است. استالونه و فلاوین در کاخ بلنهایم واقع در آکسفورد شایر انگلستان ازدواج نمودند. حاصل این ازدواج سه فرزند دختر به نام‌های سوفیا، سیستن و اسکارلتز است.
خواهر ناتنی سیلوستر در سن ۴۸سالگی بر اثر سرطان ریه از دنیا رفت. مرگ خواهرش ۶ هفته بعداز مرگ پسرش، سیج اتفاق افتاد. خواهرش پس‌از تصمیم به ترک بیمارستان، در خانهٔ مادری از دنیا رفت.
سیلوستر استالونه مدتی به دلیل مشغلهٔ کاری در بازیگری به کلیسا نمی‌رفت. اما زمانی که دخترش بیمار به دنیا آمد، به یاد ایمانش در دوران کودکی افتاد و اکنون وی مسیحی بسیار فعال کاتولیک است.
طی چند سال اخیر، سیلوستر برای پوشاندن زخم‌های روی بدنش که از فیلم‌برداری فیلم‌های پیشینش روی بدنش باقی مانده، شروع به انجام تعدادی خال‌کوبی کرده که نخستین آن‌ها به یاد ۳ دخترش، تصویر ۳ رز را روی بدنش نقش کرد. وی در فیلم بی‌مصرف‌ها برای نخستین بار خال‌کوبی‌های خود را نمایان کرد. سیلوستر همچنین ورزشکار بوکس و بدنساز است.

### مصدومیت
وی به دلیل فعالیت‌های بدنی در فیلم‌ها و اصرار سیلوستر به انجام همهٔ بدل‌کاری نقش‌ها توسط خودش چندین آسیب‌دیدگی مختلف در بدنش دارد. به‌عنوان نمونه، در فیلم راکی ۴، سیلوستر به دولف لاندگرن می‌گوید: «با تمام زورت به سینه‌ام مشت بزن»، و بعد وقتی چشمانش را باز می‌کند در بیمارستان بستری شده است. همچنین سرِ صحنهٔ مبارزه با استیو آستین در فیلم بی‌مصرف‌ها، گردنش می‌شکند.
همین‌طور در فیلم فرار به‌سوی پیروزی نیز انگشت‌های سیلوستر به‌خاطر دریافت پنالتی از پله شکست.

### نقاشی
به گفته خود استالونه، مهارت او در نقاشی «بهتر» از بازیگری است. او که خالق صدها اثر نقاشی است، سال ۲۰۱۵ مجموعه‌ای از آثار خود را در موزهٔ هنرهای مدرن شهر نیس در فرانسه به نمایش گذاشت. همچنین، سال ۲۰۱۳ موزهٔ دولتی روسیه در سن‌پترزبورگ میزبان و برگزارکنندهٔ نمایشگاه بزرگی از نقاشی‌های سیلوستر استالونه بود.

### سرمایه‌گذاری‌ها
وی به‌همراه آرنولد شوارزنگر و بروس ویلیس و دمی مور مالک رستوران‌های زنجیره‌ای سیارهٔ هالیوود هستند. همچنین سیلوستر استالونه سهام‌دار چندین برند نوشیدنی‌سازی و رستوران ازجمله کیرین، brisk و… است.

### ثروت
ثروت سیلوستر استالونه در سال ۲۰۱۸ بالغ بر پانصد میلیون دلار برآورد می‌شود. درآمد استالونه ازطریق دست‌مزدهای فیلم و همچنین سرمایه‌گذاریها است.